# Asclepíades (filósofo)
Asclepíades (em grego:  Ἀσκληπιόδοτος) foi um escritor militar e filósofo grego, que floresceu no século I a.C.
Nada se sabe sobre ele, exceto que foi discípulo de Posidônio, o Estoico (morto em 51 a.C). A ele é atribuída a autoria de um tratado sobre táticas greco-macedônicas (Τακτικὰ Κεφάλαια), que, no entanto, provavelmente não é seu próprio trabalho, mas o esboço de palestras ministradas pelo seu mestre, que é conhecido por ter escrito um trabalho sobre o tema.